# ドゥーシェイン郡 (ユタ州)
ドゥーシェイン郡（ドゥーシェインぐん、英: Duchesne County、[duːˈʃeɪn]）は、アメリカ合衆国ユタ州の北東部に位置する郡である。2010年国勢調査での人口は18,607人であり、2000年の14,371人から30％増加した。郡庁所在地はドゥーシェイン市（人口1,690人）であり、同郡で人口最大の町はルーズベルト（人口6,046人）である。1915年に設立され、郡名はドゥーシェイン川に因んで名付けられた。

## 地理
アメリカ合衆国国勢調査局に拠れば、郡域全面積は3,256平方マイル (8,433.0 km2)であり、このうち陸地は3,238平方マイル (8,386 km2)、水域は18平方マイル (46.6 km2)で水域率は0.55％である。郡北部にはユインタ山地の一部がある。ユタ州の最高地点キングス峰、標高13,528 フィート (4,123 m) が郡内にある。

### 隣接する郡
- サミット郡 - 北
- ダゲット郡 - 北東
- ユインタ郡 - 東
- カーボン郡 - 南
- ユタ郡 - 南西
- ワサッチ郡 - 西

### 郡名の由来
郡名の由来は確たるものがなく、下記のような7つの説がある。
1. ユト族インディアン言葉 doo-shane であり、「暗い峡谷」を意味する
2. 現在のペンシルベニア州ピッツバーグにフランス軍が建設したドゥーケイン砦(Duquesne)
3. ユタ州における聖心の設立者、ローズ・ドゥ・シェーヌ（Rose du Chesne）
4. 地域に居たインディアンの酋長の名前
5. 1830代のフランス人毛皮罠猟師
6. フランスの地理学者かつ歴史家、アンドレ・ドゥシェーヌ（Andre Duchesne）
7. ウィスコンシン州プレイリー・ドゥ・シーン（Prairie du Chien）、イリノイ州ナヴーの北西約200マイル (320 km)、ブラック川の南60マイル (96 km) にあり、1840年代に末日聖徒イエス・キリスト教会のミシシッピ川沿いにある製材所に導いた[6]

### 国立保護地域
- アシュレー国立の森（部分）
- ワサッチ国立の森（部分）

## 人口動態
以下は2010年の国勢調査による人口統計データである。
| 基礎データ - 人口: 18,607人 - 世帯数: 6,003 世帯 - 家族数: 4,703 家族 - 人口密度: 2人/km2（5.7人/mi2） - 住居数: 6,988軒 - 住居密度: 1軒/km2（2軒/mi2） 人種別人口構成 - 白人: 89.15% - アフリカン・アメリカン: 0.24% - ネイティブ・アメリカン: 4.53% - アジア人: 0.28% - 太平洋諸島系: 0.27% - その他の人種: 2.64% - 混血: 2.89% - ヒスパニック・ラテン系: 6.00% 年齢別人口構成 - 18歳未満: 33.91% - 18-24歳: 6.56% - 25-44歳: 25.38% - 45-64歳: 20.92% - 65歳以上: 10.66% - 年齢の中央値: 29.7歳 - 性比（女性100人あたり男性の人口） - 総人口: 102.8 - 18歳以上: 100.0 | 世帯と家族（対世帯数） - 18歳未満の子供がいる: 40.23% - 結婚・同居している夫婦: 64.72% - 未婚・離婚・死別女性が世帯主: 8.65% - 非家族世帯: 21.66% - 65歳以上の老人1人暮らし: 22.6% - 平均構成人数 - 世帯: 3.05人 - 家族: 3.47人 収入と家計 - 収入の中央値 - 世帯: 31,298米ドル - 家族: 35,350米ドル - 性別 - 男性: 31,988米ドル - 女性: 19,692米ドル - 人口1人あたり収入: 12,326米ドル - 貧困線以下 - 対人口: 16.8% - 対家族数: 14.2% - 18歳未満: 19.6% - 65歳以上: 12.4% |

## 都市と町

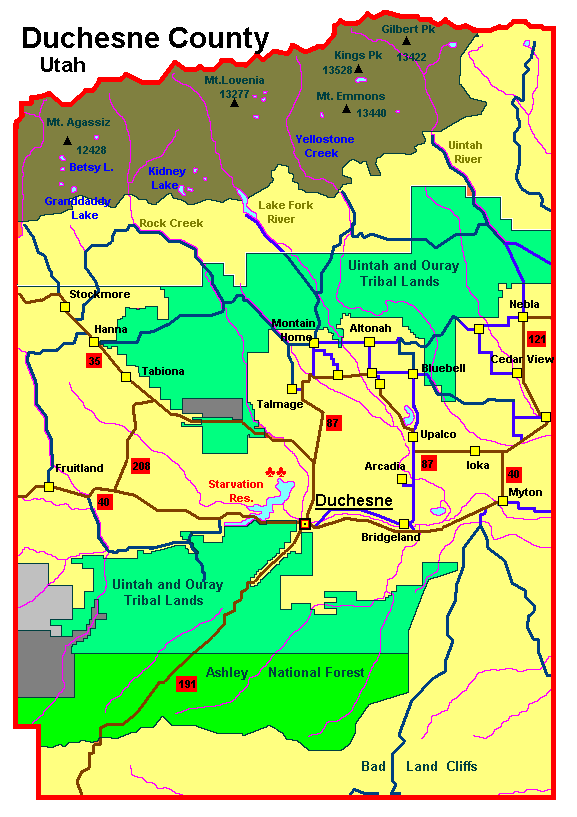
郡内の詳細

| 都市           | 人口  |
| -------------- | ----- |
| ルーズベルト   | 6,046 |
| ドゥーシェイン | 1,690 |
| マイトン       | 569   |
| ネオラ         | 461   |
| アルタモント   | 225   |
| タビオナ       | 171   |

### 未編入の町
- アルトナ
- ブルーベル
- フルートランド
- ハンナ
- マウンテンホーム
- ストローベリー
- タルマージ
- ユパルコ